# Altopascio
Altopascio é uma comuna italiana da região da Toscana, província de Lucca, com cerca de 11.152 habitantes. Estende-se por uma área de 28 km², tendo uma densidade populacional de 398 hab/km². Faz fronteira com Bientina (PI), Capannori, Castelfranco di Sotto (PI), Chiesina Uzzanese (PT), Fucecchio (FI), Montecarlo, Porcari.

## Demografia
| Variação demográfica do município entre 1861 e 2011                               |
|                                                                                   |
| Fonte: Istituto Nazionale di Statistica (ISTAT) - Elaboração gráfica da Wikipedia |